# 정자로
정자로(Jeongja-ro)는 수원시 장안구 천천동 샘터사거리에서 장안구 장안동을 잇는 도로이다.

## 주요 경유지
경기도
- 수원시 장안구 (천천동 . 정자동)

## 노선
| 이름               | 접속 노선                 | 소재지 | 소재지 | 비고 |
| ------------------ | ------------------------- | ------ | ------ | ---- |
| 샘터사거리         | 덕영대로                  | 장안구 | 천천동 |      |
| 천일초등학교사거리 | 정자로19번길              | 장안구 | 천천동 |      |
| 천천중사거리       | 정자로41번길 정자로42번길 | 장안구 | 천천동 |      |
| 천천초등학교사거리 | 천천로                    | 장안구 | 천천동 |      |
| 샘내교             |                           | 장안구 | 천천동 |      |
|                    | 정자동                    | 장안구 |        |      |
| (이름없음)         | 대평로                    | 장안구 |        |      |
| 효자문사거리       | 장안로                    | 장안구 |        |      |
| (이름없음)         | 파장로                    | 장안구 |        |      |
| 파장천로와 직결    |                           |        |        |      |

## 주요 시설및 건물
- 스타벅스 정자동점 (정자로 82/정자동 126-3)
- KFC 분당정자점 (정자로 88/정자동 126-4)
- 버거킹 분당상록점 (정자로 88/정자동 126-4)
- GS25 분당신화점 (정자로 112/정자동 192)
- 세븐일레븐 분당정자한솔점 (정자로 113/정자동 112-1)
- 파리바게뜨 정든마을점 (정자로 144/정자동 197)